# دائرة عين بسام
دائرة عين بسام هي إحدى دوائر ولاية البويرة الجزائرية ومقرها عين بسام، وتضم البلديات التالية:
- عين بسام
- عين العلوي
- عين الحجر

## مواضيع ذات صلة
- دوائر ولاية البويرة
- بلديات ولاية البويرة